# Courteix

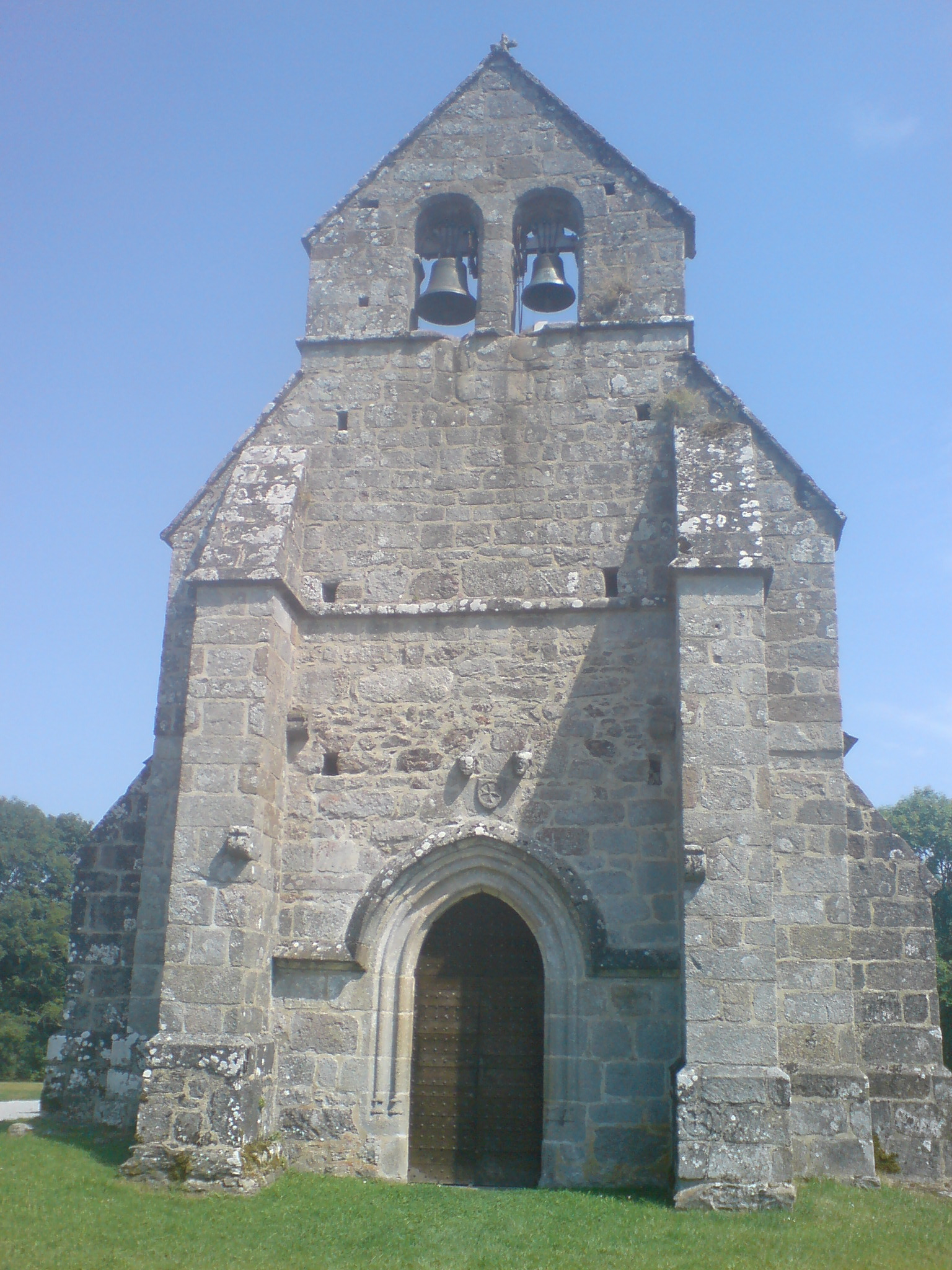
XIII-wieczny kościół w Courteix (2009)

Courteix – miejscowość i gmina we Francji, w regionie Nowa Akwitania, w departamencie Corrèze.
Według danych na rok 1990 gminę zamieszkiwało 59 osób, a gęstość zaludnienia wynosiła 6 osób/km² (wśród 747 gmin Limousin Courteix plasuje się na 533. miejscu pod względem liczby ludności, natomiast pod względem powierzchni na miejscu 558.).

## Populacja

Populacja Courteix w latach 1962–2008